# Мърваци
Мърваците са българска етнографска група, населяваща районите на Сяр, Валовища и Неврокопско (днес Гоце Делчев).
Названието мърваци произхожда от думата мърва, сгурта и въглищната пепел, която остава след преработка на руда. В района, известен като Мървашко, в XIX век много села се занимават с рударство и самокови, но занаятът към края на века запада. Названието мърваци първоначално е дадено на рударските села, но по-късно обхваща и населението на целия район.
Според Атанас Шопов мървашки села са:
- Неврокопска каза: Дах чифлик, Юч Дурук, Мосомища, Лески, Тешово, Гайтаниново, Парил, Лъки, Ловча, Каракьой, Търлис, Долно Броди, Елес, Куманич, Либяхово, Възем, Зърнево, Старчища и Белотинци

- Сярска каза: Лакос, Горен (Дутлия), Ореховец, Баница, Горни и Долни Фращен, Мертатово и Метох

- Демирхисарска каза: Горно и Долно Спанчево, Фрасна, Ковачово, Петрово, Голешово, Сенгелово, Белево, Червища, Крушево, Кърчово, Радово, Пулюво, Елешница и Герман.

По думите на големия познавач на Македония Васил Кънчов, посетил тези места през 1891 година: 
| „ | Мърваците са изобщо едри човеци със здраво телосложение; те са много по-развити от околното тям население и в умствено отношение. Преди Руско-турската война цялото Мървашко се било отказало от гръцката църква и навсякъде имаше добри училища и хубави църкви. Понеже тая област взе най-деятелно участие в комитските чети подир войната, тя и най-много пострада от турските власти. Най-събудените селяни се съсипаха по Анадолските крепости, мнозина загинаха в смутовете и мнозина избягаха в България. И досега местните власти гледат най-недоверчиво на Мървашко и имат право, понеже това неселение е най-немирното в Източна Македония. | “ |

Към края на XIX век името мървак започва да става пейоративно. В тази връзка през 1893 година Атанас Шопов пише:
| „ | Днес названието „мървак“ служи някак си за обида на хората, на които като, че не се иска да ги наричат мърваци. Когато искат да унизят, да докачат някого, казват му „мървак“. Мърваците се срамуват да носят името си, което им се вижда долно, просташко, унизително. | “ |